# Quadrangle de Godiva
Le quadrangle de Godiva (littéralement :  quadrangle du cratère Godiva), aussi identifié par le code USGS V-60, est une région cartographique en quadrangle sur Vénus. Elle est définie par des latitudes comprises entre 50° et 75° S et des longitudes comprises entre 240° et 300° E,. Il tire son nom du cratère Godiva.

## Coronæ
- Masateotl Corona
- Naotsete Corona
- Obasi Nsi Corona
- Seiusi Corona
- Sus Khotin Corona
- Tureshmat Corona
- Vesuna Corona